# Людвіг Кіршнер
Людвіг Кіршнер (нім. Ludwig Kirschner; 12 червня 1904, Байройт — 11 лютого 1945, Зайбуш) — німецький воєначальник, генерал-майор вермахту. Кавалер Лицарського хреста Залізного хреста з дубовим листям.

## Біографія
1 травня 1920 року вступив в поліцію, командував частинами поліції порядку. 16 березня 1936 року переведений у вермахт. З 10 листопада 1938 року — командир роти 104-го піхотного полку. Учасник Польської і Французької кампаній, а також Німецько-радянської війни. З 1 серпня 1941 року — командир 1-го батальйону 436-го піхотного полку, з 1 серпня 1942 року — 72-го піхотного полку 46-ї піхотної дивізії. 23 вересня 1943 року переведений в резерв ОКГ. З 8 листопада 1943 по 25 липня 1944 року очолював училище батальйонних командирів у Антверпені. З 1 серпня 1944 року — командир навчальної гренадерської бригади, з 20 серпня 1944 року — генерал для спеціальних доручень при штабі 14-ї армії. 1 вересня 1944 року відправлений в резерв. З 1 листопада 1944 року — командир 320-ї народно-гренадерської дивізії, з якою брав участь у боях на Сході. Загинув у бою.

## Звання
- Лейтенант поліції (16 грудня 1928)
- Оберлейтенант поліції (1 січня 1934)
- Оберлейтенант (16 березня 1934)
- Гауптман (1 жовтня 1936)
- Майор (1 серпня 1941)
- Оберстлейтенант (16 листопада 1942)
- Оберст (1 травня 1933)
- Генерал-майор (30 січня 1945)

## Нагороди
- Медаль «За вислугу років у Вермахті» 4-го, 3-го і 2-го класу (18 років)
- Хрест Воєнних заслуг 2-го класу з мечами (29 жовтня 1940)
- Залізний хрест
  - 2-го класу (31 грудня 1940)
  - 1-го класу (14 вересня 1941)
- Нагрудний знак «За поранення»
  - в чорному (8 вересня 1941)
  - в сріблі (3 січня 1942)
  - в золоті (24 жовтня 1942)
- Лицарський хрест Залізного хреста з дубовим листям
  - лицарський хрест (18 січня 1942)
  - дубове листя (№ 135; 28 жовтня 1942)
- Сертифікат Пошани Головнокомандувача Сухопутних військ Вермахту (8 лютого 1942)
- Почесна застібка на орденську стрічку для Сухопутних військ (12 лютого 1942)
- Штурмовий піхотний знак в сріблі (15 лютого 1942)
- Медаль «За зимову кампанію на Сході 1941/42» (10 серпня 1942)
- Кримський щит (1 жовтня 1942)